# Aaron Lohr
Aaron Lohr (Los Ángeles, 7 de abril de 1976) es un actor estadounidense de cine, teatro y televisión, reconocido principalmente por sus papeles en filmes como A Goofy Movie, Rent y D2: The Mighty Ducks. Asimismo, ha aparecido en cerca de una treintena de series de televisión, entre las que destacan Law & Order, The Mentalist, White Collar, Blossom y Baywatch.
En 2017 se casó con su compañera de reparto en Rent, Idina Menzel.

## Filmografía

### Cine
| Año  | Título                                      | Papel         | Notas       |
| ---- | ------------------------------------------- | ------------- | ----------- |
| 1984 | Deniece Williams: Let's Hear It for the Boy | Joven         | Videoclip   |
| 1992 | Newsies                                     | Mush          |             |
| 1994 | D2: The Mighty Ducks                        | Dean Portman  |             |
| 1995 | A Goofy Movie                               | Max Goof      | Voz cantada |
| 1996 | D3: The Mighty Ducks                        | Dean Portman  |             |
| 1997 | Trojan War                                  | Jock          |             |
| 2005 | Rent                                        | Steve         |             |
| 2007 | Noise                                       | Rowdy         |             |
| 2008 | The Wreck                                   | Frank         |             |
| 2013 | Gone Missing                                | Bouncer       |             |
| 2014 | Zoe Gone                                    | Billy Ramírez |             |
| 2017 | A Change of Heart                           | Norm          |             |

### Televisión
| Año       | Título                                 | Papel                 | Notas                    |
| --------- | -------------------------------------- | --------------------- | ------------------------ |
| 1985      | St. Elsewhere                          | Joven                 | 1 episodio               |
| 1986      | Throb                                  | Small Change          | 1 episodio               |
| 1987      | What a Country                         | Joven                 | 1 episodio               |
| 1987–1988 | Bustin' Loose                          | Nikky Robinson        | 26 episodios             |
| 1988      | Fantastic Max                          | Voces                 | 3 episodios              |
| 1988      | Scooby-Doo and the Ghoul School        | Miguel                | Telefilme                |
| 1990      | Cartoon All-Stars to the Rescue        | Voces                 | Especial para televisión |
| 1990      | Family Matters                         | Estudiante            | 1 episodio               |
| 1990      | Baywatch                               | Tod                   | 1 episodio               |
| 1990–1991 | Peter Pan & the Pirates                | Voces                 | 16 episodios             |
| 1991      | The Wonder Years                       | Sean                  | 1 episodio               |
| 1991      | Blossom                                | Estudiante            | 1 episodio               |
| 1991      | Wildest Dreams                         |                       | Telefilme                |
| 1994–1997 | Sister, Sister                         | Marlon Baker, Russell | 4 episodios              |
| 1997      | Teen Angel                             | Kyle                  | 2 episodios              |
| 1998      | Perfect Assassins                      | Billy Collins         | Telefilme                |
| 2000      | Daydream Believers: The Monkees' Story | Micky Dolenz          | Telefilme                |
| 2005      | Law & Order: Trial by Jury             | Zack Stone            | 1 episodio               |
| 2005      | Law & Order                            | John Brody            | 1 episodio               |
| 2009      | Loving Leah                            | John                  | Telefilme                |
| 2010      | White Collar                           | Andrew                | 1 episodio               |
| 2011      | Blue Bloods                            | Tommy Barrone Jr.     | 1 episodio               |
| 2012      | The Mentalist                          | Benjamin Marx         | 1 episodio               |
| 2022      | The Mighty Ducks: Game Changers        | Dean Portman          | 1 episodio               |